# Langzeitmotivation
Langzeitmotivation ist ein Begriff aus der Entwicklung und Bewertung von Spielen, besonders Computerspielen. Er bezeichnet die Eigenschaft von Spielen, den oder die Spieler auch über einen längeren Zeitraum hinweg zu unterhalten.

## Begriffsklärung
In einer einfachen Definition ist Langzeitmotivation der Spaß, den ein Spiel bereitet. Ein langweiliger Spielaufbau ohne besondere Herausforderungen hat zwangsläufig keine hohe Langzeitmotivation. Bei Gesellschaftsspielen und Multiplayer-Computerspielen vermag die Interaktion der Spieler ein langweiliges Spielkonzept auszugleichen. Die Langzeitmotivation hat daher besondere Bedeutung bei Solo-Computerspielen, bei denen der Spieler alleine am Computer antritt.
Ein verwandter, aber zu unterscheidender Begriff ist der Wiederspielwert, der ebenfalls besonders bei Solo-Computerspielen zum Tragen kommt. Er bezeichnet die Eigenschaft von Spielen, nach erstmaligem Durchspielen auch in erneuten Anläufen Spaß zu bereiten.

## Kriterien einer guten Langzeitmotivation
Da es viele Überschneidungen mit Kriterien eines guten Wiederspielwertes gibt, sei an dieser Stelle auch dorthin verwiesen. Es wird auf eine detaillierte Auflistung verzichtet. Die unten aufgezählten Punkte gelten insbesondere für die Langzeitmotivation und haben für den Wiederspielwert wenig bis keine Bedeutung. Wie oben dargelegt, beziehen sich diese Kriterien überwiegend auf Solo-Computerspiele.
Eine Kombination der Kriterien in einem Spiel erhöht im Allgemeinen die Langzeitmotivation.

### Ausgewogener Schwierigkeitsgrad
Ist das Spiel herausfordernd, ohne frustrierend zu wirken, erhöht sich die Langzeitmotivation. Dies kann zum Beispiel bei Rennspielen der Fall sein, wenn die ersten Fahrversuche im Straßengraben enden, die Steuerung aber zu erlernen ist, so dass mit etwas Übung vordere Platzierungen zu erreichen sind.

### Suchteffekt
„Süchtig“ macht ein Spiel, wenn es den Spieler immer wieder mit kleinen „Gewinnen“ belohnt, wie das Erreichen eines höheren Prestiges, eines weiteren Levels oder neuer Spielelemente. Der Spieler möchte weiterspielen, um viele kleine Erfolgserlebnisse zu haben.
Dieser Effekt lässt sich sowohl mit überraschend simplen Spielen (wie Tetris) als auch mit komplexen Spielwelten (wie World of Warcraft) erreichen.

### Abwechslung
Bietet ein Spiel dem Spieler genügend Abwechslung, erhöht dies ebenfalls die Langzeitmotivation. Gute Beispiele sind Ego-Shooter, in deren Verlauf man häufig verschiedene Monster antrifft und neue Landschaften erkundet. Auch zufällig generierte Teile des Spiels, beispielsweise der Aufbau eines Levels bzw. einer Karte, erhöhen die Abwechslung.